# Концерт (мультфильм, 1935)
«Концерт» (англ. The Band Concert) — короткометражный мультфильм 1935 года о Микки Маусе, произведённый компанией The Walt Disney Company. Это был первый фильм о Микки Маусе, выполненный в трёхцветной технике «Техниколор» (англ. Technicolor). Мультфильм занимает 3 место в списке 50 величайших мультфильмов, составленном в 1994 году историком анимации Джерри Беком.

## Сюжет
Оркестр Микки Мауса, выступающий в парке, исполняет увертюру Джоакино Россини «Вильгельм Телль». Дональд Дак, продавец мороженого, громко предлагает посетителям свои товары, тем самым мешая Микки Маусу, дирижёру оркестра, сосредоточиться. Затем Дональд без приглашения взбирается на сцену, достаёт флейту и начинает исполнять популярную народную песню «Индюк в соломе» («Turkey in the Straw») в том же темпе, что и оркестр. Вскоре оркестр, вместо начального сегмента увертюры («Рассвет»), начинает аккомпанировать Дональду Даку. Рассердившийся Микки пытается избавиться от нового исполнителя, ломая его флейту, но Дональд достаёт новую и продолжает играть. Микки обнаруживает, что у Дональда есть ещё нескончаемый запас флейт, некоторые из которых он, похоже, берёт из воздуха.
Когда оркестр переходит к следующему сегменту увертюры, «Буря», возникает настоящий торнадо, и испугавшиеся зрители бегут из парка. Торнадо захватывает всё на своём пути, включая сцену, на которой располагаются исполнители, однако участники оркестра продолжают играть в воздухе. Наконец торнадо бросает группу в дерево, и увертюра подходит к своему завершению. Единственным оставшимся зрителем является Дональд Дак, который с большим энтузиазмом аплодирует оркестру. Затем он достаёт флейту и начинает исполнять свою мелодию, но группа забрасывает его музыкальными инструментами, так как они устали от всего этого. Дональда Дака накрывает тубой, но он высовывает руки из-под раструба и заканчивает мелодию своей песенки.

## Участники оркестра
- Микки Маус (дирижер)
- Гуфи (кларнет)
- Козёл Гидеон (тромбон)
- Корова Кларабель (флейта)
- Гораций Хорсеколлер (ударные)
- Поросёнок Питер (туба)
- Поросёнок Пэдди (труба)

## Награды
- В 1935 году фильм участвовал в Венецианском кинофестивале (Venice Film Festival), победил и Уолт Дисней получил награду за лучшую анимацию (Best Animation).[4]